# Фридрихстал (Тирингија)
Фридрихстал (њем. Friedrichsthal) општина је у њемачкој савезној држави Тирингија. Једно је од 32 општинска средишта округа Нордхаузен. Према процјени из 2010. у општини је живјело 244 становника. Посједује регионалну шифру (AGS) 16062007.

## Географски и демографски подаци
Фридрихстал се налази у савезној држави Тирингија у округу Нордхаузен. Општина се налази на надморској висини од 220 метара. Површина општине износи 12,4 km². У самом мјесту је, према процјени из 2010. године, живјело 244 становника. Просјечна густина становништва износи 20 становника/km².